# Сплюшка мантананійська
Сплюшка мантананійська (Otus mantananensis) — вид совоподібних птахів родини совових (Strigidae). Мешкає в Малайзії і на Філіппінах.

## Опис

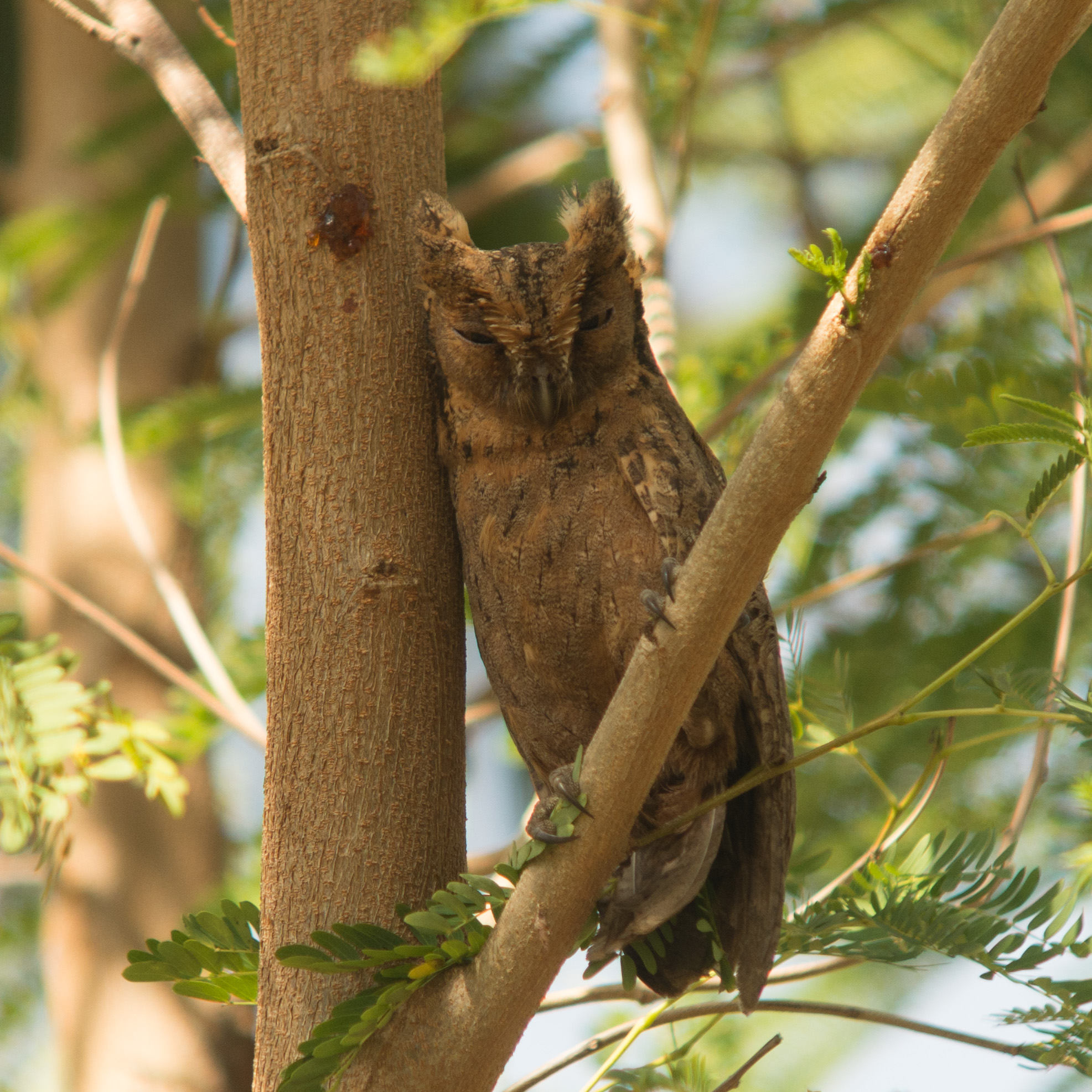
Мантананійська сплюшка

Довжина птаха становить 18-20 см, вага 106-110 г. У представників сірувато-коричневої морфи верхня частина тіла поцяткована чорними плямками, на плечах у них білувата смуга. Нижня частина тіла світлаша поцяткована чорними плямками. Представники рудої морфи мають переважно рудувато-коричневе забарвлення. На голові помітні пір'яні "вуха". Очі жовті, дзьоб світло-роговий, лапи оперені, пальці сірувато-коричневі, кігті темно-рогові. Голос — серія коротких, низьких криків «куїк», які повторюються з інтервалом у 5-6 секунд.

## Підвиди
Виділяють чотири підвиди:
- O. m. mantananensis (Sharpe, 1892) — острови Мантанані[en], Раса[de] і Урсула[de] (на південь від Палавана);
- O. m. cuyensis McGregor, 1904 — острови Куйо[en] і Каламіан[en] (західні Філіппіни);
- O. m. romblonis McGregor, 1905 — острови Бантон[en], Ромблон[de], Таблас, Сібуян, Тес-Реєс і Семірара[en] (центральні Філіппіни);
- O. m. sibutuensis (Sharpe, 1893) — острови Туміндао і Сібуту[en] (південний захід архіпелага Сулу).

## Поширення і екологія
Мантананійські сплюшки живуть у вологих рівнинних тропічних лісах, на узліссях і галявинах, в кокосових гаях і на казуаринових плантаціях. Живляться переважно комахами. Гніздування відбувається в березні-травні, гніздяться в дуплах дерев.

## Збереження
МСОП класифікує цей вид як такий, що не потребує особливих заходів зі збереження. За оцінками дослідників, популяція мантананійських сплюшок становить від 10 до 20 тисяч птахів.